# Лонгшён (озеро на границе коммун Стокгольм и Худдинге)
Ло́нгшён (швед. Långsjön, досл.: «длинное озеро») — озеро в Швеции, расположенное вблизи от Стокгольма, на границе коммун Стокгольм и Худдинге. Площадь озера — 0,29 км², максимальная глубина — 3,3 м. Площадь водосбора — 2,43 км².
Лонгшён является важным местом размножения для земноводных. На озере есть два организованных места для купания. Чтобы справиться с эвтрофикацией, которая может вызывать цветение воды, с весны 2002 года в озеро подаётся 30 литров чистой питьевой воды в секунду. С 1993 года на озере запрещено пользоваться моторными лодками.